# Meroític
El meroític era una llengua parlada a Mèroe i al Sudan durant el període Meroític (confirmat des del 300 aC) que es va extingir el 400 dC. S'escrivia de dues maneres en l'escriptura meroítica: cursiva meroítica, escrita amb un estil i es feia servir per mantenir constància escrita en general; i jeroglífics meroítics, que es cisellava en pedra o es feia servir per documents reials i religiosos. Gairebé no s'entén a causa de la falta de texts bilingües.

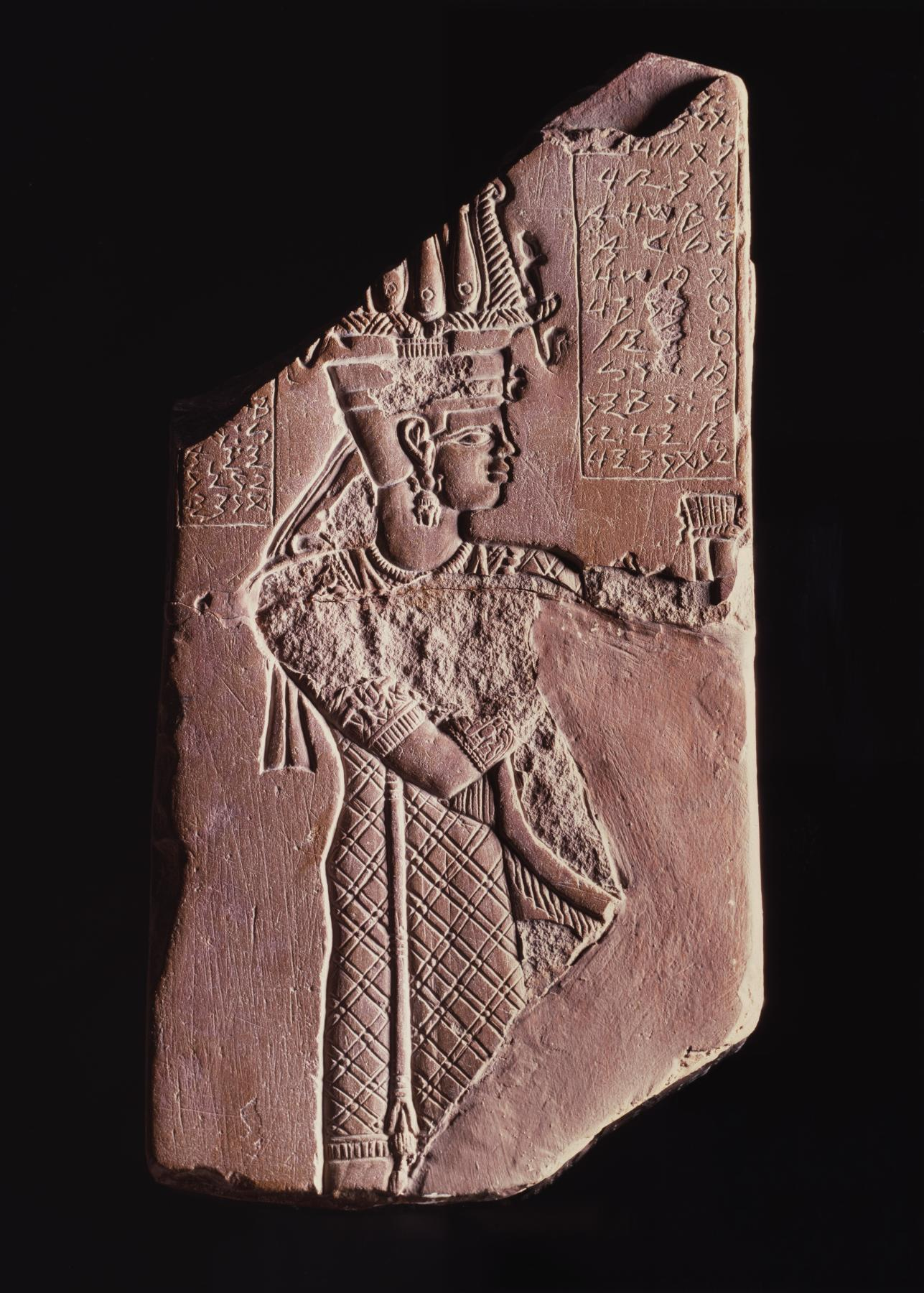
Una inscripció en jeroglífics meroítics adorna aquesta placa votiva reial del rei Tanyidamani. És del temple d'Apedemak a Mèroe, ca. 100 aC, Walters Art Museum, Baltimore.

La classificació del meroític és incerta a causa de la falta de dades i dificultats en la seva interpretació. Des que l'egiptòleg britànic Francis Llewellyn Griffith va desxifrar l'alfabet meroític el 1911, s'ha proposat que el meroític està relacionat amb les llengües nubianes i llengües similars del fílum niloticosaharià. Claude Rilly, considerat l'especialista mundial en el meroític, és el proponent més recent de la idea niloticosahariana: proposa que és sudanesa oriental, la família niloticosahariana que inclou el nubià (Rilly 2004, 2007, 2012). Rowan (2006, 2011), d'altra banda, remarca que l'inventori de sons i la fonotàctica (els únics aspectes de la llengua que són segurs) són similars als de les llengües afroasiàtiques, i són diferents de les llengües niloticosaharianes. Per exemple, gairebé no s'hi troba la seqüència CVC, on les consonants (C) són ambdues labials o velars. Això és similar a les restriccions de consonants que es troben a la família de llengües afroasiàtiques, suggerint que el meroític podria haver estat una llengua afroasiàtica com l'egipci. El problema no està resolt, i la major part de les classificacions consideren el meroític com a llengua qüestionablement niloticosahariana o com a no classificada (tal com va fer Joseph Greenberg).
Finalment, una dinastia beja va conquerir Mèroe durant el segle i, i els escrits tardans en cursiva meroítica podrien representar una llengua criolla nubià-beja.

## Desxiframent

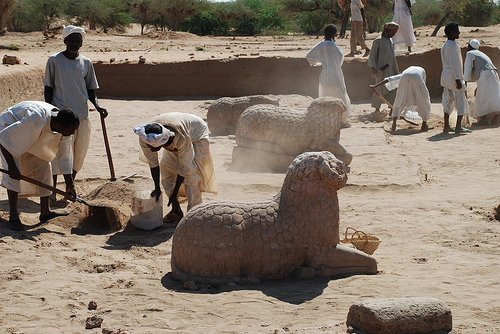
Al Sudan s'hi troba el temple d'El-Hassa, del rei Amanakhereqerem; allí s'hi van localitzar cinc escultures de grès, representant uns carners i que contenien inscripcions, que finalment van permetre deswxifrar el meroític.

Després d'una expedició a Mèroe, l'explorador i mineralogista Frédéric Cailliaud va publicar, el 1826, les primeres còpies de textos meroítics. No obstant, l'escriptura era desconeguda i no es podia pronunciar fonèticament. No obstant, el 1911 l'egiptòleg britànic Francis Llewellyn Griffith va aconseguir desxifrar els signes dels dos alfabets meroítics.